# Сент-Онора

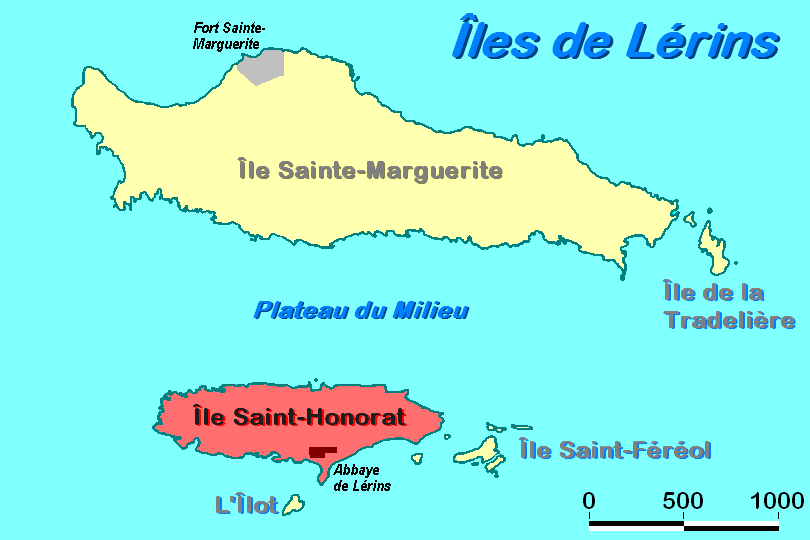
Карта острова Сент-Онора

Сент-Онора́ (фр. Saint Honorat, остров святого Гонора́та) — меньший среди двух крупнейших из Леринских островов, расположенный в трех километрах от мыса Пальм-Бич в городе Канны. Длина острова — около 1,5 км, ширина — 400 метров.
Назван в честь святителя Гонората Арелатского, который основал на острове Леринский монастырь.

## История
Остров был необитаем, согласно житию святого Гонората, до момента основания на нём Леринского монастыря (около 410 года). Впоследствии, из монастыря вышел целый ряд христианских святых, в том числе три арелатских епископа (Гонорат, Иларий и Кесарий). Согласно преданию, святой Патрик, просветитель Ирландии, обучался в монастыре. Благодаря житию святого Гонората Арелатского остров стал популярным местом паломничества.
В VII—VIII веках жизнь монахов нарушалась набегами, в основном со стороны сарацин. В 732 году большинство монахов (в том числе и настоятель монастыря святой Поркарий) были убиты во время очередного набега.
В 1579 году монахи — воины аббатства Монтекассино приказом Святого Престола были переведены на остров Св. Гонората для защиты его от турецких кораблей.
В 1635 году монахи были изгнаны захватившими остров испанцами, но они вернулись спустя два года, когда французы отбили остров. На острова постоянно претендовали Испания и Генуя, со временем число монахов сократилось до четырёх и в 1787 году монастырь был упразднен, остров перешёл в собственность государства и был продан богатой актрисе. В 1859 году остров был выкуплен католическим епископом Фрежюса, стремившимся восстановить монашескую жизнь на острове. Десять лет спустя удалось основать новое цистерцианское аббатство. На сегодняшний день в монастыре проживает около 30 монахов.

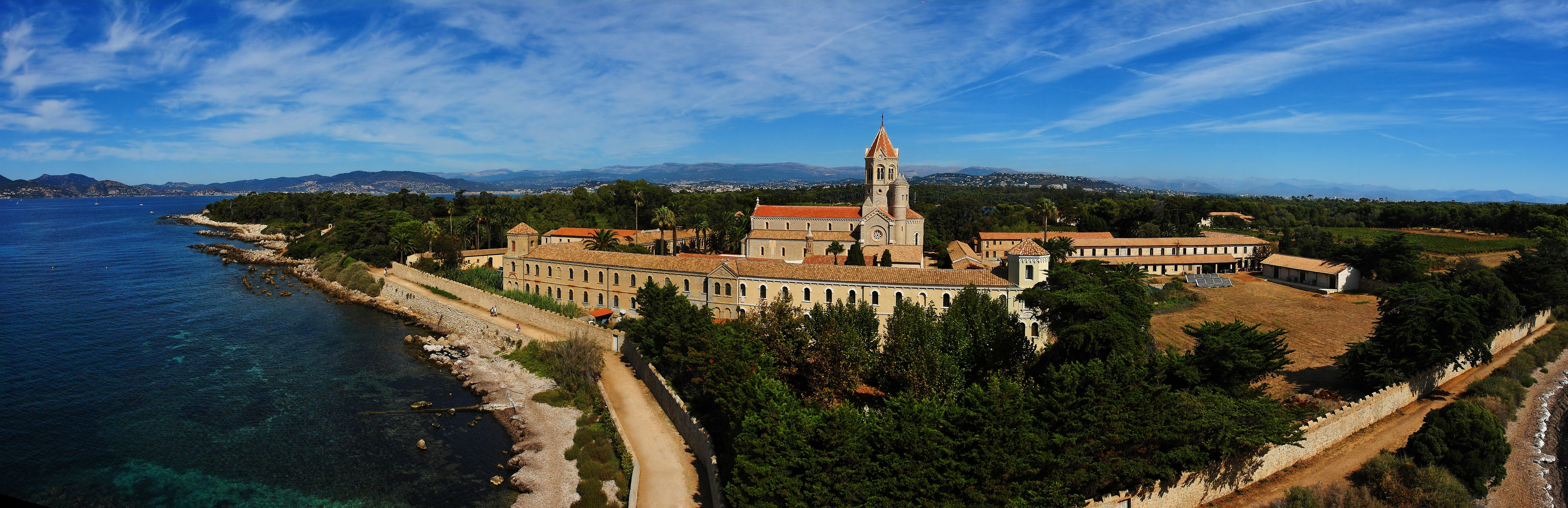
Современный вид Леринского аббатства на острове Сент-Онора